# Sesleria rigida
Sesleria rigida là một loài thực vật có hoa trong họ Hòa thảo. Loài này được Heuff. ex Rchb. miêu tả khoa học đầu tiên năm 1831.